# 我们的美国表弟

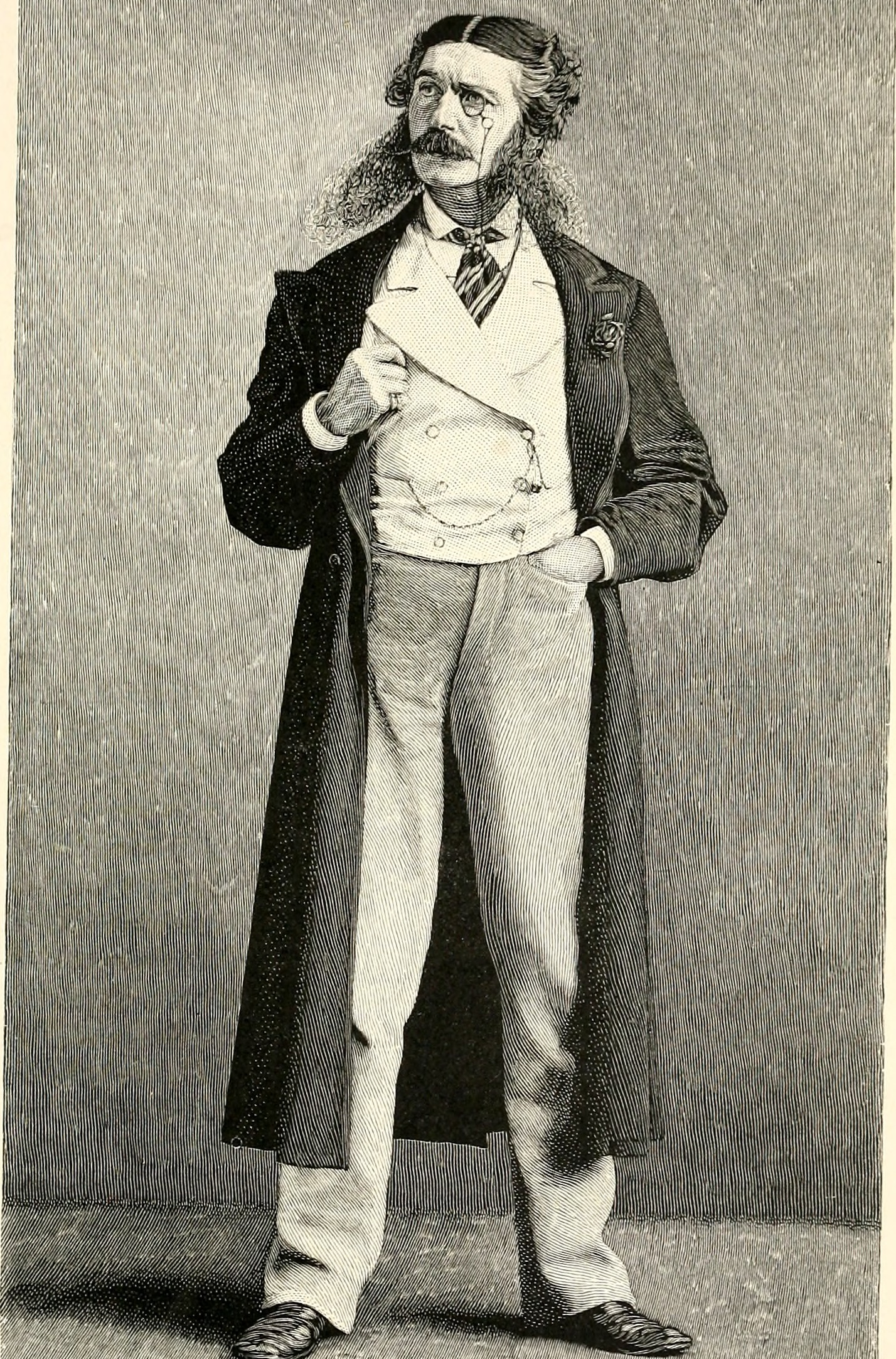
爱德华·索瑟恩（Edward Sothern）饰演的邓德里勋爵

《我們的美國表弟》（Our American Cousin）是英国剧作家汤姆·泰勒的一部三幕喜劇，讲述的是笨拙、粗鲁的美国人阿萨·特伦查德（Asa Trenchard）前往去英国索取家族财产时和他的英国贵族亲戚邓德里勋爵（Lord Dundreary）等人之间发生的故事。该剧于1858年在纽约市的劳拉·基恩剧院首演并取得了巨大成功，1861年在伦敦上演之后也很受欢迎。美国总统亚伯拉罕·林肯在华盛顿特区的福特剧院观看这部剧时遇刺。